# نقره‌توت ژاپنی
نقره‌توت ژاپنی (نام علمی: Elaeagnus umbellata)، سنجد چتری، زیتون پائیزی، سنجد پاییزی، سنجد پاشنده، توت پاییزی شناخته می‌شود. این گونه بومی آسیای‌شرقی است و از هیمالیا به سمت شرق تا ژاپن را در بر می‌گیرد. این یک گونه مهاجم مقاوم و تهاجمی است که می‌تواند به آسانی زمین‌های بایر را مستعمره کند و به گیاهی دردسرساز در مرکز و شمال شرقی ایالات‌متحده و اروپا تبدیل شود.

## شرح
نقره‌توت ژاپنی به‌صورت درختچه‌ّای خزان‌کننده یا درخت کوچک، معمولاً تا ۳/۵ متر ارتفاع، با تاج متراکم رشد می‌کند. معمولاً خارهای نوک تیز به شکل شاخه‌های خاردار دارد. گل‌ها معطر هستند، در خوشه‌های سفید تا زرد، ۸ تا ۹ میلی‌متر طول و ۷ میلی‌متر قطر دارند و دارای چهار لوب هستند.
برگ‌ها متناوب به طول ۴ تا ۱۰ سانتی‌متر و عرض ۲ تا ۴ سانتی‌متر با حاشیه‌های موج‌دار هستند. برگ‌ها وقتی در اوایل بهار ظاهر می‌شوند با فلس‌های نقره‌ای کوچک پوشیده می‌شوند، اما با از بین رفتن فلس‌ها در تابستان، در بالا سبزتر می‌شوند. سطح زیرین با فلس‌های نقره‌ای رنگ شدیدتر پوشیده شده است، که متفاوت از سنجد است که تا زمانی که برگ‌هایش در پاییز می‌ریزد، نقره‌ای باقی می‌ماند.

### گل‌ها
گلها به‌صورت خوشه‌های ۱ تا ۷ تایی در محورهای برگ قرار دارند. آنها به رنگ زرد مایل به سفید کم رنگ، معطر، (اغلب به شدت معطر) و دارای یک تاج چهار لبه به طول ۱ سانتی‌متر هستند. آنها منبع مهمی از شهد برای گرده‌افشان‌هایی مانند زنبورها هستند.

### میوه
این میوه یک شفت گرد کوچک به قطر ۰٫۶۵ تا ۰٫۸۵ سانتی‌متر است. میوه نارس آن فلس نقره‌ای و زرد است. به رنگ قرمز می‌رسد و رنگ آن نقره‌ای یا قهوه‌ای است. میوه‌های رسیده خمیری، آبدار و شیرین، ۳ تا ۹ میلی‌متر طول، ۵ میلی‌متر قطر، و وزن متوسط ۱۳۷ میلی‌گرم، با پوست نازک تمام میوه را می‌پوشاند. با داشتن طعمی شیرین و ترش، توت‌ها را می‌توان به‌صورت تازه یا فرآوری شده برای مربا، چاشنی، طعم‌دهنده، یا به‌عنوان جایگزین گوجه‌فرنگی مصرف کرد. وقتی بالغ می‌شود، توت قرمز حاوی کاروتنوئیدها از جمله مقادیر قابل توجه لیکوپن است.

## تابعیت
در مناطق خاستگاه آن از مناطق مدارگان و معتدل آسیا، نقره‌توت ژاپنی یک گونه مهاجم در نظر گرفته نمی‌شود، اما در بسیاری از مناطق جهان، در مناطق وحشی و کشت‌شده، به‌ویژه در شرق ایالات‌متحده، مهاجم شده است. در اوایل قرن نوزدهم، نقره‌توت ژاپنی عمداً به ایالات‌متحده و بریتانیا برای بادشکن، کنترل فرسایش، احیای زمین‌های بایر، مدیریت حیات وحش، و برای باغ‌ها به‌عنوان یک زینت معرفی شد. در اواخر قرن بیستم، درختچه به یک علف‌هرز مضر و گونه مهاجم در بسیاری از ایالت‌های ایالات‌متحده از ساحل شرقی تا دشت‌های مرکزی تبدیل شد و به‌طور گسترده در سراسر اروپا گسترش یافت.
با توجه به تولید بذر قابل توجه و پتانسیل جوانه‌زنی مشتاق، نقره‌توت ژاپنی به‌سرعت به مناطق جدیدی حمله می‌کند که می‌تواند به راحتی پس از سوزاندن یا بریدن جوانه بزند. از آنجایی که توده‌های نقره‌توت ژاپنی زیستگاه حیات وحش هستند، مانند فراهم کردن علوفه و سرپناه برای گوزن‌ها، مکان‌های لانه سازی برای پرندگان و انواع توت‌ها به‌عنوان غذا برای چندین گونه، برای مدیریت حیات وحش در بخش‌هایی از ایالات‌متحده کاشته شده است.
در اروپا، نقره‌توت ژاپنی به انگلستان، بلژیک، فرانسه و ایتالیا گسترش یافته است، اما در هلند و اسکاتلند کشت شده است. در برخی از مناطق آمریکای شمالی که طبیعی شده است، نقره‌توت ژاپنی به‌عنوان یک علف‌هرز مضر در نظر گرفته می‌شود، به‌ویژه در مرکز و شمال شرقی ایالات‌متحده. در کانادا، تحت قانون کنترل علف‌های هرز آلبرتا ۲۰۱۰، «علف‌هرز مضر ممنوع» است.
از آنجایی که تثبیت نیتروژن اتمسفر را در ریشه‌های خود انجام می‌کند، نقره‌توت ژاپنی ممکن است به شدت و گاهی رقابتی در خاک‌های نابارور رشد کند. می‌تواند نیتروژن موجود در خاک را افزایش دهد و برای برخی از گیاهان مجاور مفید باشد، و هنگامی که در باغ‌ها رشد می‌کند، می‌تواند عملکرد درختان میوه مجاور را تا ۱۰ درصد افزایش دهد. با این حال، توانایی آن در تغییر شیمی خاک می‌تواند به شدت جوامع گیاهی بومی را تغییر دهد یا از بین ببرد.

## نگارخانه

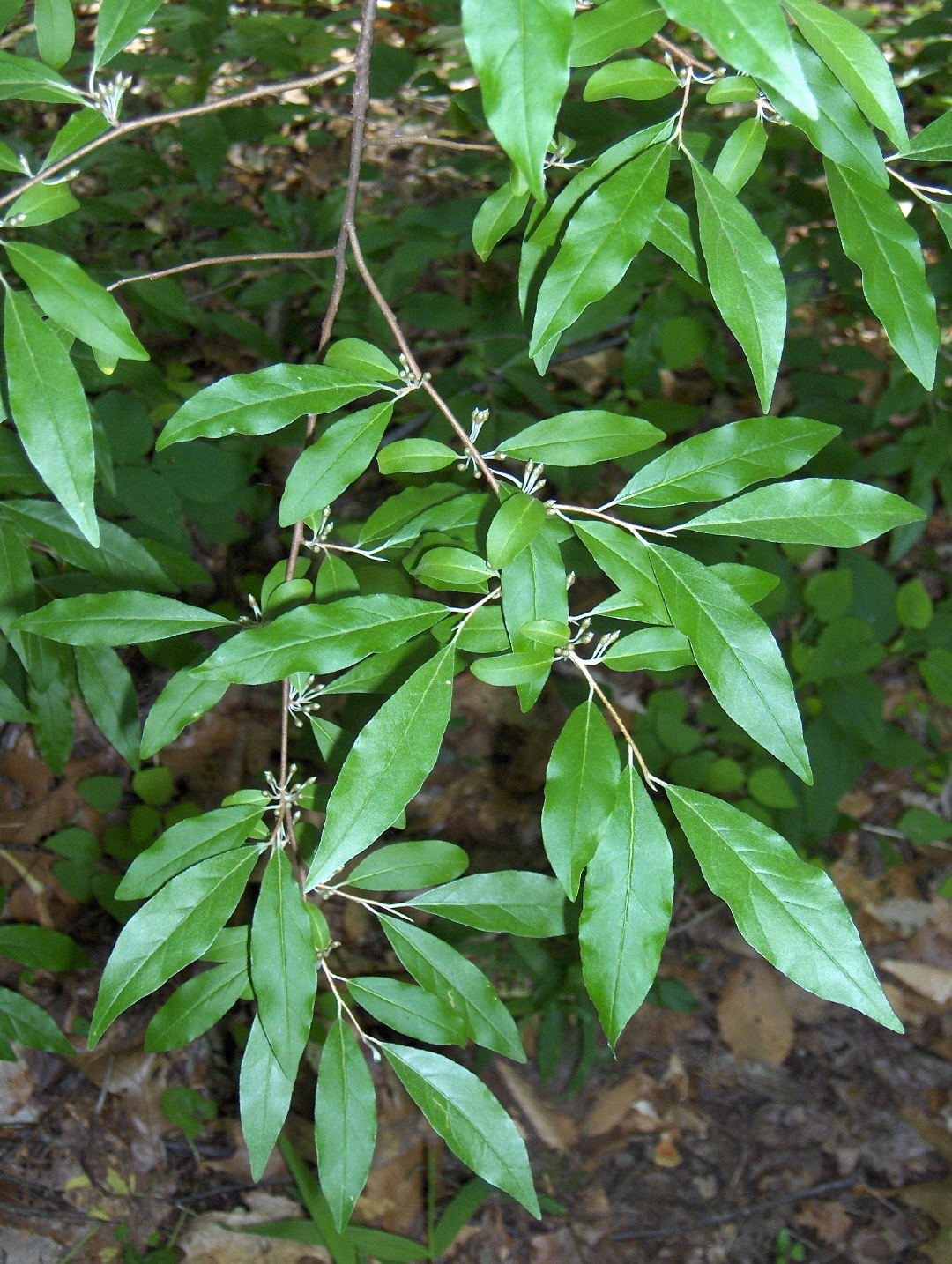
برگ‌ها
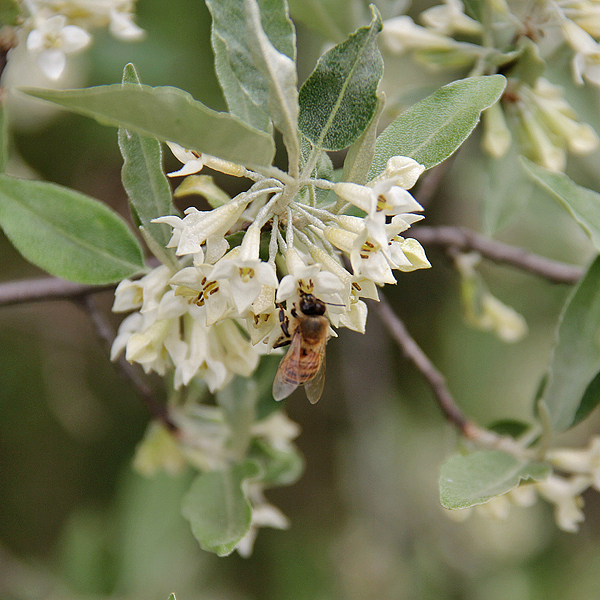
شکوفه‌ها
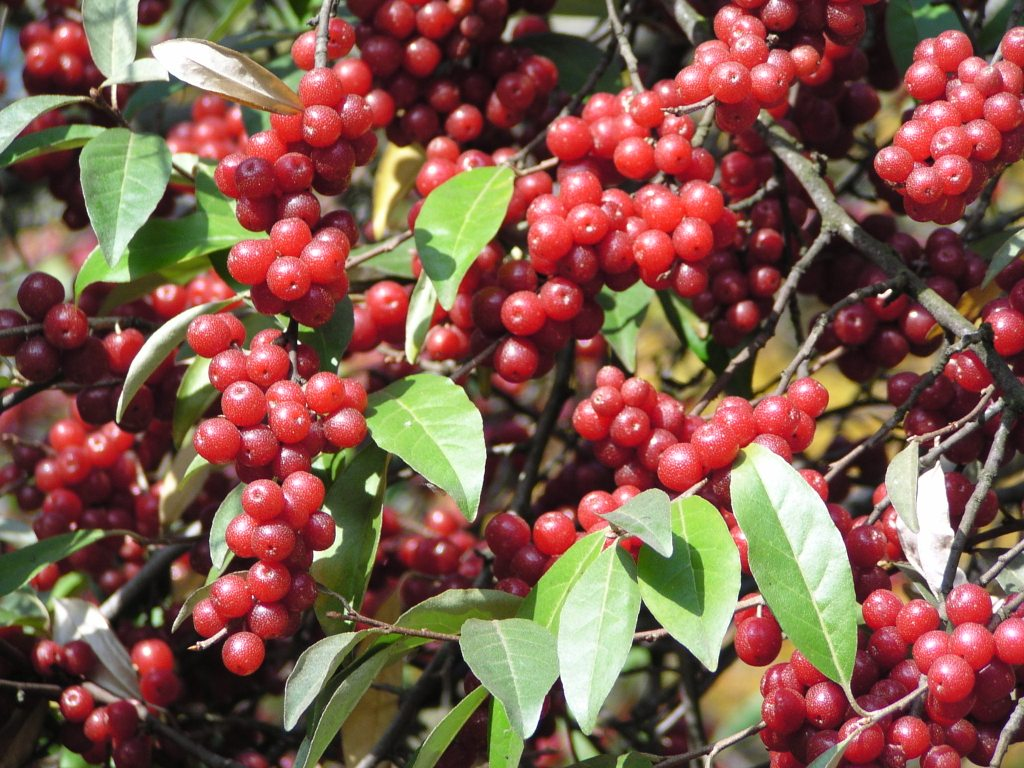
میوه‌ها
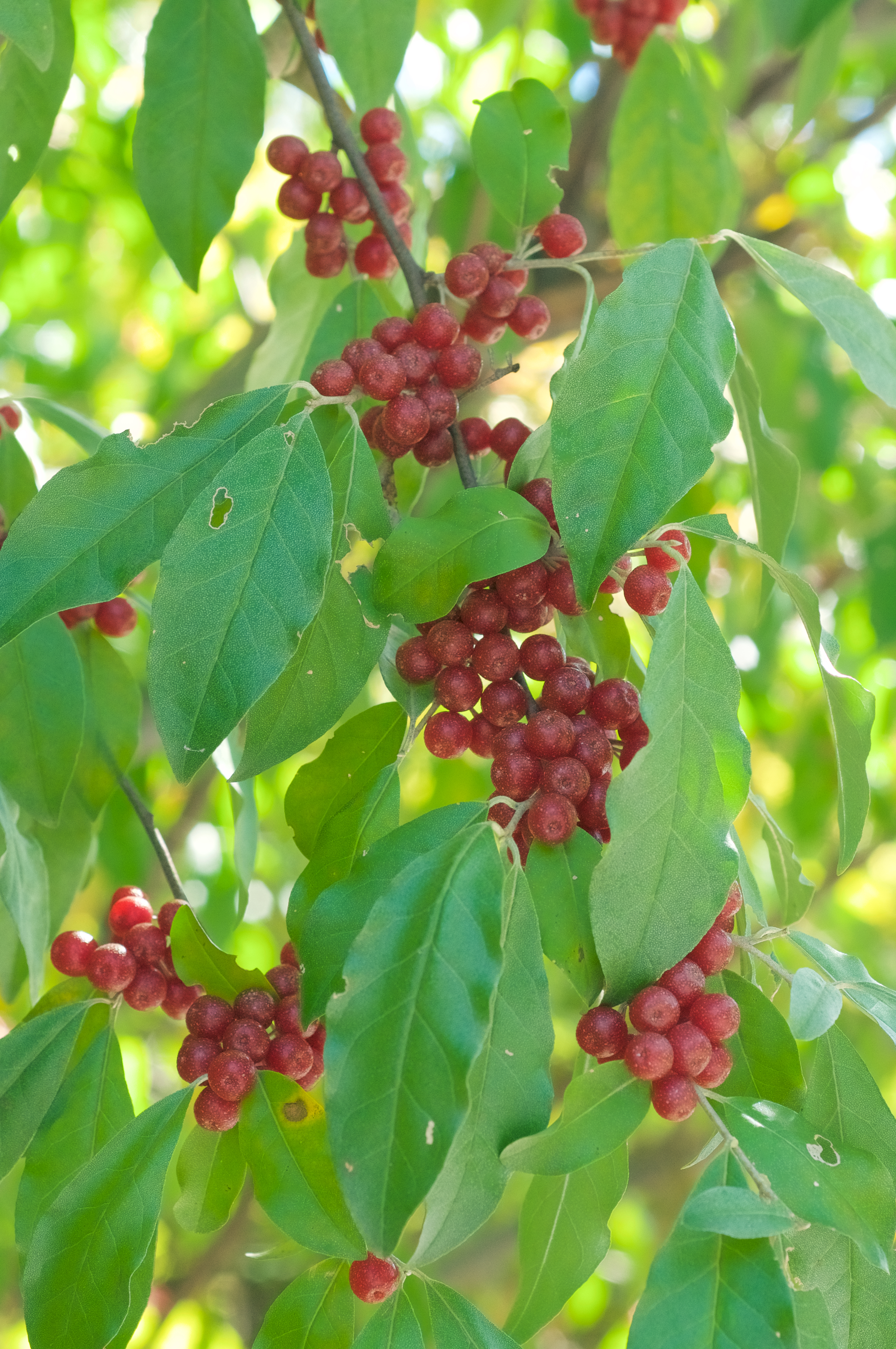
میوه‌ها
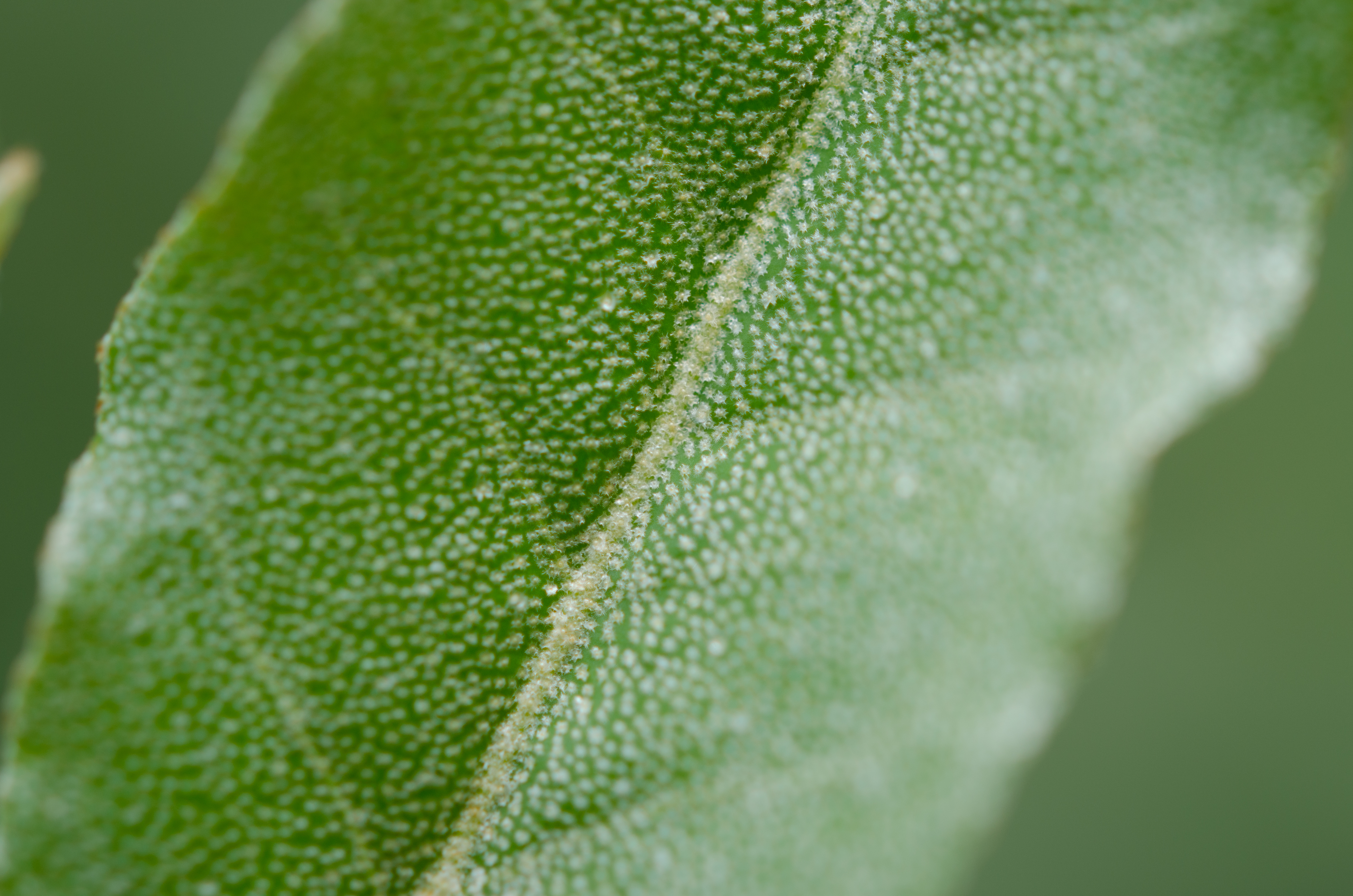
روی برگ
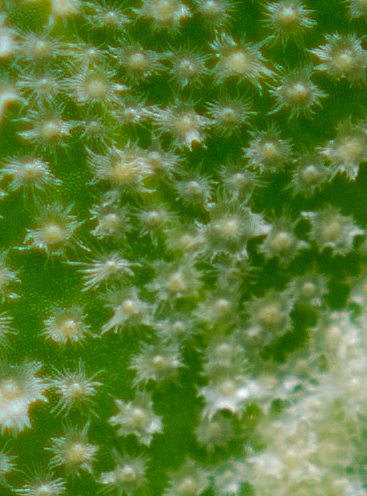
فلس‌های برگ